# Nachbarschaftsschule Leipzig
Die Nachbarschaftsschule Leipzig (kurz NaSch) ist eine staatliche Gemeinschaftsschule (Grund- und Oberschule) mit reformpädagogischem Konzept im Leipziger Stadtteil Lindenau. Sie wurde 1989 während der Wende in der DDR von Lehrern, Eltern und Erziehern initiiert und 1991 vom Freistaat Sachsen als „Schulversuch“ genehmigt. Seit 2017 ist sie im Sächsischen Schulgesetz verankert.
Prägende Elemente des Schulkonzepts sind altersgemischte Klassen (in den Klassenstufen 1 bis 3), fächerübergreifender Projekt- und Wochenplanunterricht bzw. in den höheren Klassen zum Teil Epochenunterricht. Schulträger ist die Stadt Leipzig. Der Verein Initiative Nachbarschaftsschule Leipzig fördert die Schule und ist zudem Träger des zugehörigen Hortes und Kindergartens.

## Geschichte
Lehrer, Eltern und Erzieher entwickelten ab dem Sommer 1989 im Umfeld der Bürgerbewegung Neues Forum in Leipzig neue Ideen für das Schulwesen. Sie gründeten die Initiative Nachbarschaftsschule Leipzig und entwarfen das Konzept einer staatlichen Schule mit reformpädagogischer Orientierung, inspiriert von Elementen der Freinet- und Montessori-Pädagogik, Jenaplan, Praktisches Lernen sowie Community Education. Vom letztgenannten Konzept leitet sich auch der Name „Nachbarschaftsschule“ ab. Nach der friedlichen Revolution im Herbst 1989 besuchten die Schulgründer reformpädagogisch ausgerichtete Schulen in Westdeutschland (u. a. Laborschule Bielefeld, Glockseeschule Hannover), Schweden und Italien sowie Vertreter der Gestaltpädagogik in Berlin, um sich weitere Inspirationen zu holen.
Dem Gründungs-Beirat gehörten u. a. der Reformpädagoge Otto Herz und der damalige Schulamtsleiter und spätere Oberbürgermeister Wolfgang Tiefensee (SPD) an. Das sächsische Kultusministerium erteilte der Initiative 1991 eine vorläufige Genehmigung zum versuchsweisen Schulbetrieb nach dem selbst entwickelten Schulmodell, zunächst befristet für ein Schuljahr. Mit 86 Kindern, fünf Lehrerinnen, einem Lehrer, einer Erzieherin und einer Schulleiterin nahm die NaSch Ende August 1991 den Schulbetrieb im Gebäude der vormaligen 144. Oberschule in Lindenau auf. Bereits im Jahr zuvor war das Chemnitzer Schulmodell als erster staatlicher Schulversuch in Sachsen gegründet worden, mit ihm unterhält die Nachbarschaftsschule Leipzig eine Partnerschaft. Ab 1995 wurde der Sekundarbereich I aufgebaut, wobei es zunächst auch altersgemischte Klassen für die Stufen 4 bis 6 gab.

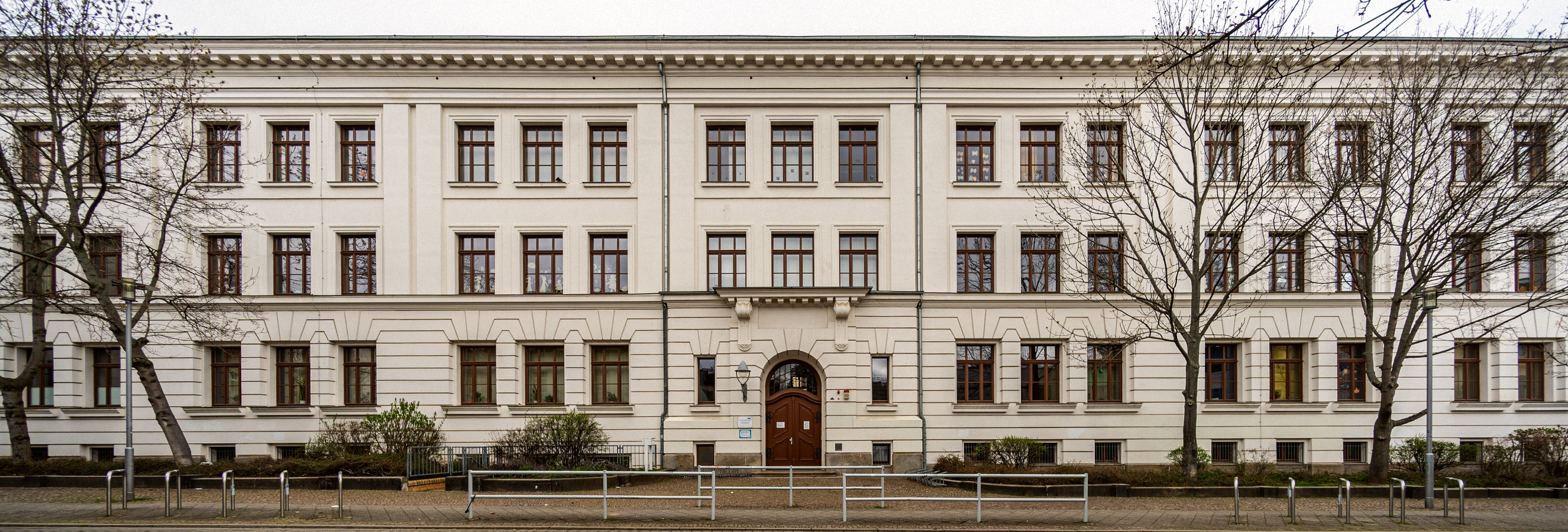
Haus I an der Gemeindeamtsstraße

1997/98 erhielt die NaSch ein zweites Gebäude an der Demmeringstraße. Im Schuljahr 1999/2000 war der Ausbau bis Klasse 10 erreicht, der erste Jahrgang legte die Realschulprüfung ab. Aufgrund von Vorgaben der Schulbehörden mussten die altersgemischten Klassen 4–6 aufgelöst werden. Bei ihrem zehnjährigen Bestehen hatte die Schule bereits 430 Schüler in 20 Klassen. Das Haus I wurde ab 2002 modernisiert, im Jahr darauf weihte die Schule ihren neuen Turnhallentrakt ein. Als die CDU-SPD-Regierung in Sachsen 2006 die Option der Gemeinschaftsschule einführte, war die NaSch eine der beiden ersten Schulen, die diese Schulform wählten. 2008 wurde der NaSch-Kindergarten eröffnet. Hort und Kindergarten zogen anschließend in die neu sanierten Odermannhäuser. Das Haus II wurde 2009–2011 saniert.
Der Status als staatliche Schule, deren Lehrpersonal Bedienstete des Freistaats Sachsen sind, führt gelegentlich zu Konflikten mit den Schulbehörden, wenn diese Lehrer, die sich stark mit dem pädagogischen Konzept der NaSch identifizieren, gegen ihren Willen an andere Schulen abordnen. In der Novelle des Sächsischen Schulgesetzes 2017 wurden die Nachbarschaftsschule Leipzig und das Chemnitzer Schulmodell als „Schulen besonderer Art“ (§ 63d SächsSchulG) verankert. Damit endete nach mehr als 25 Jahren die Einstufung als „Schulversuch“.

## Konzept
Die Schule ist in drei Stufen gegliedert: In der Eingangsstufe der Klassen 1–3 findet der Unterricht in altersgemischten Klassen statt. In der mittleren Stufe der Klassen 4–6 und der oberen Stufe der Klassen 7–10 gibt es altershomogene Klassen. Die Lehrer arbeiten in Teams für die jeweiligen Schulstufen zusammen. In allen Klassenstufen duzen sich Lehrer, Schüler und Erzieher gegenseitig.
In der Stufe 1–3 beginnt jeder Schultag mit einem Morgenkreis, der von einem der Kinder geleitet wird. Anschließend wird mit Wochenplänen und in Projekten gearbeitet. Die Schüler arbeiten mit Lernpartnern und in Kleingruppen. Die Klassenräume haben einen „Ateliercharakter“. Zeugnisse werden in Form eines Briefes an die Kinder ohne Noten erstellt und geben Auskunft über den erreichten Leistungsstand und Hinweise für die Weiterarbeit. 
In den höheren Klassen wird wöchentlich ein Klassenrat abgehalten. In der Stufe 4–6 erfolgt die Leistungsbeurteilung weiterhin verbal, aber auch mit einem Punktsystem. Auch in dieser Stufe gibt es fächerübergreifenden Projektunterricht, daneben Fachunterricht in Deutsch, Englisch und Mathematik, der in offenen Arbeitsformen wie Wochenplan und Freiarbeit stattfindet. 
In den Klassen der Stufe 7–10 gibt es systematischen Fachunterricht, der langfristig auf die Abschlussprüfungen hinführt (97,7 % der Schüler orientieren sich auf den Realschulabschluss). Zudem setzen sich die Schüler in Halbjahresarbeiten mit selbstgewählten Themen auseinander. Zwei Praktika sollen der Berufs- und Lebensorientierung dienen. Ab der siebten Klasse werden die Schülerleistungen mit Zensuren bewertet, die jedoch um halbjährliche verbale Lernentwicklungsberichte ergänzt werden.
Nach dem Realschulabschluss wechseln mehr als die Hälfte der Absolventen auf weiterführende Schulen (Gymnasium, Berufliches Gymnasium, Fachoberschule).